# Калабритто
Калабритто (італ. Calabritto) — муніципалітет в Італії, у регіоні Кампанія,  провінція Авелліно.
Калабритто розташоване на відстані близько 260 км на південний схід від Рима, 85 км на схід від Неаполя, 40 км на схід від Авелліно.
Населення — 2427 осіб (2014).
Щорічний фестиваль відбувається 19 березня. Покровитель — San Giuseppe.

## Демографія
Населення за роками:

Станом на 1 січня 2023 року в муніципалітеті офіційно проживало 27 іноземців з 11 країн, серед них 9 громадян країн Євросоюзу та 4 громадяни України.

## Сусідні муніципалітети
- Ачерно
- Баньолі-Ірпіно
- Кампанья
- Капозеле
- Ліоні
- Сенеркія
- Вальва